# 동해시의 국회의원

## 행정구역 변천
- 1980년 4월 1일 명주군 묵호읍, 삼척군 북평읍에 강원도 동해시 설치

## 동해시의 역대 국회의원 일람
| 대수   | 이름           | 소속정당   | 임기                              | 선거구역                             |
| ------ | -------------- | ---------- | --------------------------------- | ------------------------------------ |
| 제11대 | 김정남(金正男) | 민주정의당 | 1981년 4월 11일 ~ 1985년 4월 10일 | 동해시·삼척군 일원(제3선거구)        |
| 제11대 | 이관형(李官炯) | 민주한국당 | 1981년 4월 11일 ~ 1985년 4월 10일 | 동해시·삼척군 일원(제3선거구)        |
| 제12대 | 김정남(金正男) | 민주정의당 | 1985년 4월 11일 ~ 1988년 5월 29일 | 동해시·태백시·삼척군 일원(제3선거구) |
| 제12대 | 김효영(金孝榮) | 무소속     | 1985년 4월 11일 ~ 1988년 5월 29일 | 동해시·태백시·삼척군 일원(제3선거구) |
| 제13대 | 홍희표(洪熙杓) | 무소속     | 당선 무효                         | 동해시 일원                          |
| 제13대 | 홍희표(洪熙杓) | 민주정의당 | 1989년 4월 16일 ~ 1992년 5월 29일 | 동해시 일원                          |
| 제14대 | 김효영(金孝榮) | 통일국민당 | 1992년 5월 30일 ~ 1996년 5월 29일 | 동해시 일원                          |
| 제15대 | 최연희(崔鉛熙) | 신한국당   | 1996년 5월 30일 ~ 2000년 5월 29일 | 동해시 일원                          |
| 제16대 | 최연희(崔鉛熙) | 한나라당   | 2000년 5월 30일 ~ 2004년 5월 29일 | 동해시·삼척시 일원                   |
| 제17대 | 최연희(崔鉛熙) | 한나라당   | 2004년 5월 30일 - 2008년 5월 29일 | 동해시·삼척시 일원                   |
| 제18대 | 최연희(崔鉛熙) | 무소속     | 2008년 5월 30일 ~ 2012년 5월 29일 | 동해시·삼척시 일원                   |
| 제19대 | 이이재(李利在) | 새누리당   | 2012년 5월 30일 ~ 2016년 5월 29일 | 동해시·삼척시 일원                   |
| 제20대 | 이철규(李喆圭) | 무소속     | 2016년 5월 30일 ~                 | 동해시·삼척시 일원                   |
| 제21대 | 이철규(李喆圭) | 미래통합당 | 2020년 5월 30일 ~ 2024년 5월 29일 | 동해시·태백시·삼척시·정선군 일원     |
| 제22대 | 이철규(李喆圭) | 국민의힘   | 2024년 5월 30일 ~                 | 동해시·태백시·삼척시·정선군 일원     |

## 같이 보기
- 강릉시의 국회의원
- 삼척시의 국회의원
- 태백시의 국회의원
- 정선군의 국회의원
- 동해시 (선거구)
- 동해시·삼척시
- 동해시·태백시·삼척시·정선군